# Кочергино (Костромская область)
Кочергино — упразднённая деревня в Антроповском районе Костромской области России. На момент упразднения входила в состав Палкинского сельсовета.

## География
Урочище находится в центральной части Костромской области, в подзоне южной тайги, на правом берегу реки Порги, к востоку от автодороги 34Н-30, на расстоянии приблизительно 25 километров (по прямой) к югу от посёлка Антропово, административного центра района. Абсолютная высота — 148 метров над уровнем моря.

### Климат
Климат характеризуется как умеренно континентальный, с продолжительной холодной многоснежной зимой и коротким сравнительно тёплым летом. Среднегодовая температура воздуха — 2,5 °C. Средняя температура воздуха самого холодного месяца (января) — −12,6 °C (абсолютный минимум — −38 °C); самого тёплого месяца (июля) — 18,2 °C (абсолютный максимум — 36 °С). Годовое количество атмосферных осадков — 500—550 мм, из которых большая часть выпадает в тёплый период.

## История
В «Списке населенных мест Костромской губернии по сведениям 1870-72 годов» населённый пункт упомянут как деревня Макарьевского уезда, расположенная при речке Порге, в 78 верстах от уездного города. В Кочергине числилось 22 двора и проживало 119 человек (68 мужчин и 51 женщина).
В 1907 году в деревне, относящейся к Пограничной волости, имелось 33 двора и проживало 224 человека.
В 1926 году деревня входила в состав Пограничного сельсовета, числилось 47 дворов и 229 жителей. По состоянию на 1 января 1981 года входила в состав Палкинского сельсовета. Исключена из учётных данных в июне 1997 году как фактически несуществующая.